# Dillwiesen bei Katzenfurt
Dillwiesen bei Katzenfurt este o arie protejată (arie specială de conservare — SAC, sit de importanță comunitară — SCI) din Germania întinsă pe o suprafață de 47,62 ha, integral pe uscat.

## Localizare
Centrul sitului Dillwiesen bei Katzenfurt este situat la coordonatele 50°36′56″N 8°21′39″E / 50.6156°N 8.3608°E.

## Înființare
Situl Dillwiesen bei Katzenfurt a fost declarat sit de importanță comunitară în iunie 2000 pentru a proteja 3 specii de animale. Situl a fost protejat și ca arie specială de conservare în martie 2008.

## Biodiversitate
Situată în ecoregiunea continentală, aria protejată conține 1 habitat natural: Fânețe de joasă altitudine (Alopecurus pratensis, Sanguisorba officinalis).
La baza desemnării sitului se află mai multe specii protejate:
- mamifere (1): liliac comun (Myotis myotis)
- nevertebrate (2): phengaris nausithous (Maculinea nausithous), Maculinea teleius

Pe lângă speciile protejate, pe teritoriul sitului au mai fost identificate 1 specie de plante.